# Jakub Górski (poseł)
Jakub Górski herbu Bożawola – burgrabia zakroczymski, regent grodzki i ziemski zakroczymski (1770), sędzia grodzki i skarbnik zakroczymski (1781), pisarz ziemski i grodzki różański, deputat na Trybunał Główny Koronny w 1781 roku, sędzia ziemiański różański w 1792 roku, członek konfederacji Adama Ponińskiego w 1773 roku, poseł ziemi zakroczymskiej na Sejm Rozbiorowy 1773–1775.